# Солнцево (Курская область)
Со́лнцево — посёлок городского типа в Курской области России. Административный центр Солнцевского района. 
Образует одноимённое муниципальное образование посёлок Солнцево со статусом городского поселения как единственный населённый пункт в его составе.
Статус посёлка городского типа имеет с 1967 года.

## География
Расположен на левом берегу реки Сейм (приток Десны). Одноимённая железнодорожная станция на линии Курск — Белгород (магистрали Москва — Симферополь), в 55 км к юго-востоку от Курска.

## История
Возник рядом с селом Никольское — владением дворян Сонцовых (1887) как Коровино.
Решением Курского облисполкома № 309 от 4 мая 1967 года деревня Коровино Солнцевского района отнесена к категории рабочих поселков. В связи с этим в Солнцевском районе был упразднен Коровинский сельсовет, а вместо него образован Ивановский сельсовет.
В 1967 г. Указом Президиума ВС РСФСР рабочий посёлок Коровино переименован в Солнцево.

## Население
| 1939  | 1959  | 1970  | 1979  | 1989  | 2002  | 2009  |
| ----- | ----- | ----- | ----- | ----- | ----- | ----- |
| 1182  | ↗3814 | ↗4795 | ↘4558 | ↗4993 | ↘4475 | ↘4458 |
| 2010  | 2012  | 2013  | 2014  | 2015  | 2016  | 2017  |
| ↘4295 | ↘4219 | ↘4203 | ↗4227 | ↘4163 | ↘4077 | ↘4069 |
| 2018  | 2019  | 2020  | 2021  |       |       |       |
| ↘3923 | ↘3772 | ↘3713 | ↘3622 |       |       |       |

Национальный состав
По итогам переписи населения 2020 года проживали следующие национальности (национальности менее 0,1 % и другое, см. в сноске к строке «Другие»):
| Национальность | Численность, чел. | Доля     |
| -------------- | ----------------- | -------- |
| Русские        | 3397              | 93,79 %  |
| Армяне         | 63                | 1,74 %   |
| Украинцы       | 16                | 0,44 %   |
| Азербайджанцы  | 11                | 0,30 %   |
| Грузины        | 10                | 0,28 %   |
| Молдаване      | 9                 | 0,25 %   |
| Лезгины        | 9                 | 0,25 %   |
| Таджики        | 8                 | 0,22 %   |
| Чеченцы        | 5                 | 0,14 %   |
| Езиды          | 4                 | 0,11 %   |
| Другие         | 90                | 2,48 %   |
| Итого          | 3622              | 100,00 % |

## Известные уроженцы, жители
- Болдышев, Евгений Андреевич (род. 1930) — Герой Социалистического Труда.
- Бурцев, Владимир Григорьевич  (26.02.1922 — 07.07.1991) — кавалер ордена Славы трёх степеней[24].

## Экономика
- Маслозавод
- Типография
- Лесхоз
- Месторождение высококачественного мела

## Транспорт
В Солнцево имеется одноимённая железнодорожная станция, находящаяся на линии Курск — Белгород двухпутной электрифицированной магистрали Москва — Курск — Харьков. Станция относится к Белгородскому отделению Юго-Восточной железной дороги РЖД. Пригородное железнодорожное сообщение осуществляется по направлению Белгород — Курск (3 электричек в направлении Курска и 3 в направлении Белгорода). На станции Солнцево останавливаются многие поезда дальнего следования, в том числе:
- № 71/72 Москва — Белгород («Белогорье»)
- № 57/58 Москва — Валуйки («Приосколье»)
- № 187/188 Москва — Феодосия[26]

Основными автотрассами, связывающими пос. Солнцево с областным центром и соседними районами являются автодороги областного значения «Обоянь — Солнцево — Мантурово» и «Солнцево — Дубовец». Автотранспортное сообщение обеспечивает ООО «Солнцево-Авто» и индивидуальные предприниматели.

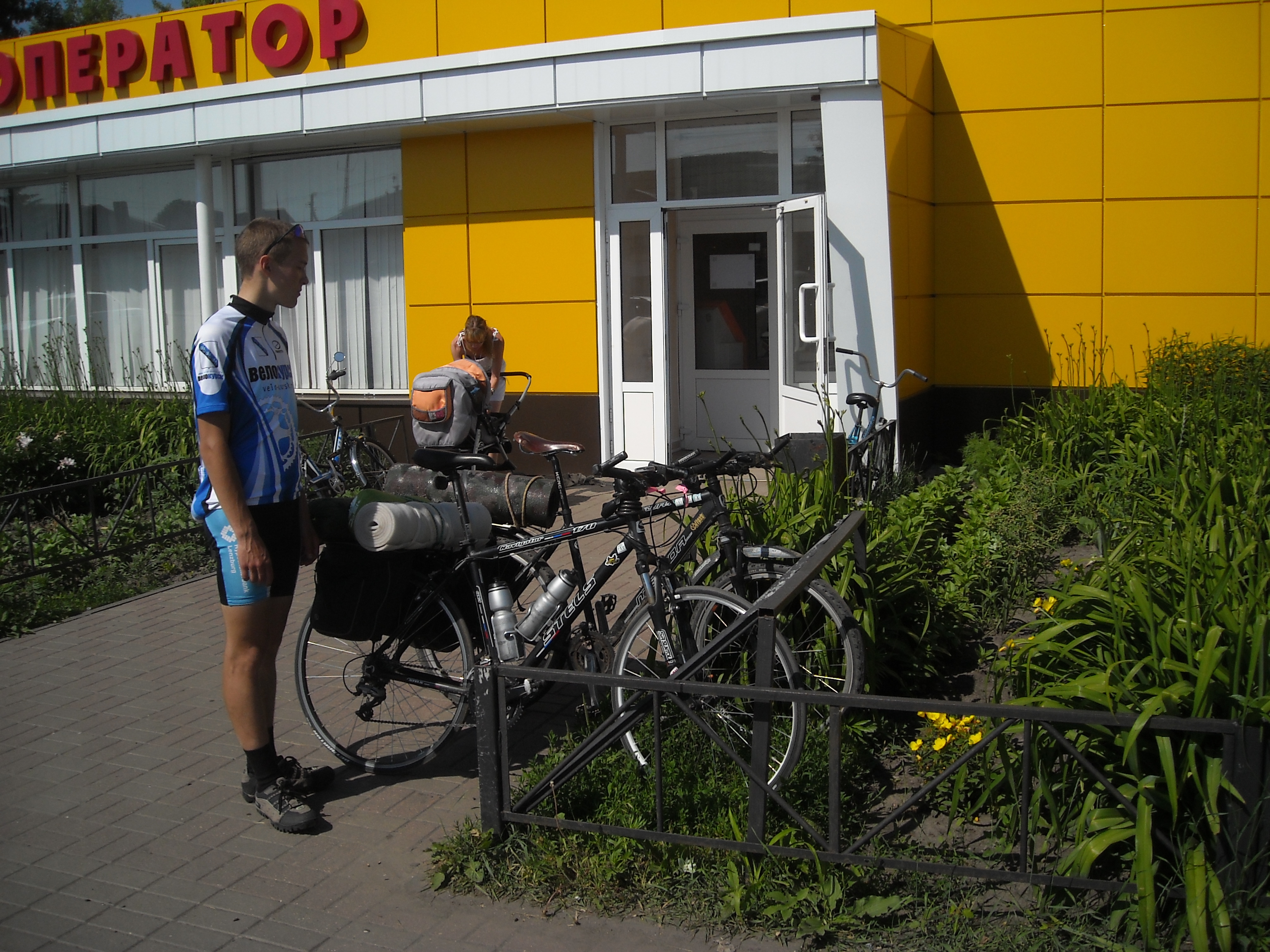
Велопарковка в Солнцево

Жители Солнцево массово пользуются велосипедами в качестве транспорта и для хозяйственных велопоездок. Велопарковки в Солнцево имеются практически возле каждого магазина. Имеется велостоянка возле отделения Сбербанка на ул. Ленина. Но специальных выделенных велодорожек в Солнцево нет.